# Yukari Fukui
Yukari Fukui (福井 裕佳梨 Fukui Yukari?) es una seiyū nacida el 28 de octubre de 1982, en la Prefectura de Kanagawa, Japón. Es llamada cariñosamente por sus fanes como Yukarin (ゆかりん?). También es actriz, radio DJ y modelo.

## Roles interpretado como seiyū
Lista de roles interpretados durante su carrera.
Los papeles principales están en negrita.

### Anime
1998
- Kare kano como Sena Rika.

2002
- Petite Princess Yucie como Cocoloo.
- Seven of Seven como Nanarin.

2003
- Mouse como Yayoi Kuribayashi.

2004
- School Rumble como Sarah Adiemus.

2005
- Mushishi como Fuki (ep. 19)

2006
- Galaxy Angel Rune como Melissa.
- School Rumble: 2nd Semester como Sarah Adiemus.

2007
- Dragonaut -The Resonance- como Saki Kurata.
- Kenkō Zenrakei Suieibu Umishō como Mirei Shizuoka.
- Saint October como Natsuki Shirafuji.
- Strawberry Panic como Kagome Byakudan.
- Tengen Toppa Gurren Lagann como Nia.

2008
- Macademi Wasshoi! como Falce the Variablewand.
- Highschool of the Dead! como Shizuka Marikawa.

2009
- Sweet Blue Flowers como Kazusa Sugimoto.
- Umi Monogatari ~Anata ga Ite Kureta Koto~ como Warin.
- Shin Chan como La Librera de Kasukabe.

### OVA
- Diebuster como Nono.
- FLCL como Junko Miyaji.
- School Rumble OVA como Sarah Adiemus.
- Air Gear: Kuro no Hane to Nemuri no Mori -Break on the Sky- (OVA) como Kururu Sumeragi.
- Nisekoinema No Sensen Lite OVA como Mai Kanawamaru

### Películas
- Gunbuster vs Diebuster Aim for the Top! The GATTAI!! como Nono.
- Tengen Toppa Gurren Lagann: Guren-hen como Nia.
- Tengen Toppa Gurren Lagann: Ragan-hen como Nia.
- "Nisekoinema No Sensen Lite: Mystery of the Golden Abyss" como Saeko Shikatsuri.

### Videojuegos
- Dissidia: Final Fantasy como Terra Branford.
- Final Fantasy XIII como Oerba Dia Vanille .
- True Tears como Gion Inoue.

## Roles interpretado como actriz
- Mamotte Agetai! como Anzai Asami .
- TWILIGHT SYNDROME~SOTUGYOU~ como Ooshita Misaki.
- GET･IT･ON? como Yayoi.
- Tamagawa Shoujo Sensou como Toppo.
- Jam Films・JUSTICE como Minami.
- Hevunzudoa como Tutiya Mina.
- Ai no karada como Haruka.
- Moeyo ! Doragon Girls como Myouzin Tomoyo.
- KUROZUKA as YUUKA.
- I･MY･ME･MIN como Mituyo.
- TENSHI(ANGEL) como Sayaka Misaki.

## Radio DJ
- DIEBUSTER WEB RADIO TOP! LESS (onsen（音泉）　2005.10.4-　 DJ:Yukari Fukui, Mituo Iwata)
- School Rumble nigakki weekend (onsen（音泉）　2006．4.－　DJ:Yukari Fukui, Kaori Shimizu, Jin Kobayasi）

## Discografía
- Anime Toonz Volume 4: Yukari Fukui